# جام شوش
جام شوش ظرفی نسبتاً بزرگ و منقش است که به شکل مجللی تزئین شده است. این پیمانه در میان اشیاء مربوط به مراسم تدفین در تمدن شوش کشف شده است. دیواره این ظرف نازک است و پرندگانی شبیه لک‌لک در بالا نزدیک به لبه، گرداگرد آن نقاشی شده‌اند. به نظر می‌رسد این پیمانه برای نخستین مبادلات محصولات کشاورزی در تمدن‌های شرقی استفاده می شده‌است. در پایین پرندگان نقش سگ‌هایی با نژاد خاص که نسبتاً طویل می‌باشند پیمانه را آراسته‌اند. باریکه‌های پر پیچ خم نیز در روی پیمانه منقوش هستند. نقش اصلی ظرف نیز طرح بز کوهی است.

## .
- فهرست آثار تمدنی ایران در سایر جهان